# جون بيل (كاتب)
جون بيل (بالإنجليزية: John Peel)‏ (1954، نوتنغهام في المملكة المتحدة)؛ كاتب، رسام كارتون وروائي بريطاني. درس في جامعة نوتنغهام.